# Alojzy Balcerzak
Alojzy Balcerzak (ur. 1 listopada 1930 w Zdworzu, zm. 2 maja 2021 w Warszawie) – polski grafik, malarz, artysta plastyk, popularyzator sztuki i nauczyciel akademicki.

## Życiorys
Urodził się 1 listopada 1930 we wsi Zdwórz na Mazowszu. Tam ukończył dwie pierwsze klasy szkoły powszechnej, by dalszą naukę w klasach 3–5 kontynuować w Stanisławowie, dokąd przeniosła się rodzina Balcerzaków po wysiedleniu ich przez okupantów niemieckich.  W latach 1951–1959 studiował na Wydziale Malarstwa Akademii Sztuk Pięknych w Warszawie, w pracowniach profesorów Stanisława Czajkowskiego i Kazimierza Tomorowicza. W 1954 przeniósł się do pracowni Ilustracji i Książki prowadzonej przez prof. Jana Marcina Szancera na Wydziale Grafiki. Pod jego kierunkiem uzyskał dyplom w 1957. Jednocześnie kontynuował dodatkową specjalizację warsztatową w drzeworycie i linorycie u prof. Wacława Waśkowskiego.
Od marca 1962 do 1967 prowadził Salon Debiutów przy Uniwersytecie Warszawskim. W latach 1984–1986 był dyrektorem Stołecznego Biura Wystaw Artystycznych. W latach 1998–2007 wykładał w pracowniach rysunku i malarstwa na Wydziale Grafiki Europejskiej Akademii Sztuk w Warszawie.
Był inicjatorem i kuratorem wielu wystaw i plenerów integrujących środowisko artystów, zwłaszcza tych zajmujących się malowaniem pejzaży. W czerwcu 1991 wystawa „Krajobraz polski” zainaugurowała działalność wiejskiej galerii  „Koszelówka” nad jeziorem Zdworskim (gmina Łąck koło Płocka). Wraz z zainteresowanymi osobami powołał organizację Stowarzyszenie Popierania Galerii „Koszelówka”, która w różnych formach wspomagała placówkę w okresie jej funkcjonowania.
Jego twórczość malarska przesycona jest silnymi związkami z naturą, cechuje ją porządek w budowie i kompozycji. Zaangażowaniem w malarstwie A. Balcerzaka są pejzaże rodzinnego Mazowsza. Centralnym tematem pozostaje luminizm: malarska pogoń za zmiennym teatrem natury rozświetlanym słonecznym lub księżycowym blaskiem, pogoń za nieustanną grą świateł.
Obok malarstwa uprawiał grafikę artystyczną i użytkową. Od 1958 zaprojektował dla Ministerstwa Łączności 30 serii znaczków pocztowych (łącznie 143 projekty). Otrzymał za nie szereg nagród, wśród nich Złoty Medal przyznany przez prezydenta Republiki Włoskiej na Międzynarodowej Wystawie Filatelistycznej w Asiago „za najpiękniejszy znaczek pocztowy 1972 roku”, związany z popularyzacją turystyki krajoznawczej. Zaprojektował dziesiątki pocztówek z florą, fauną oraz okolicznościowych, drukowanych następnie przez Biuro Wydawnicze „Ruch”. Opatrywał ilustracjami książki wydawane w wielu oficynach. Dla warszawskich Wydawnictw Szkolnych i Pedagogicznych projektował ilustracje do podręczników szkolnych m.in. w 1976 wykonał sto czterdzieści pięć obrazków i opracował graficznie podręcznik Przyroda dla klasy IV dla dzieci specjalnej troski. Rok wcześniej (1975) stworzył dziewięćdziesiąt ilustracji do Małej Encyklopedii Powszechnej PWN. W latach 1971–1979 współpracował z Polskimi Liniami Lotniczymi LOT.
Malarstwo prezentował na kilkudziesięciu wystawach indywidualnych i zbiorowych – ogólnopolskich i międzynarodowych, oraz na prezentacjach sztuki polskiej za granicą. Jego prace znajdują się w wielu polskich muzeach oraz kolekcjach prywatnych w kraju i za granicą.
Mieszkał w Warszawie przy ul. Śniadeckich 20/21. Po śmierci został pochowany na cmentarzu parafialnym w Gąbinie.

### Dzieci
Miał dwoje dzieci – Jaśka i Martynę. Oboje są artystami–plastykami. Jasiek – starszy z rodzeństwa – jest absolwentem warszawskiej ASP.

## Twórczość

### Wystawy indywidualne
- 1963	Salon Debiutów przy Uniwersytecie Warszawskim – wystawa grafiki
- 1964 Muzeum Mazowieckie, Płock – wystawa grafiki
- 1966	Uniwersytet w Aarhus oraz Galeria w Horsens, Dania – wystawa grafiki
- 1968	Galeria Gammelstrand, Kopenhaga, Dania – wystawa grafiki i rysunku
- 1979	Galeria Dom Artysty Plastyka, Warszawa – wystawa malarstwa i rysunku
- 1979	Galeria Dessa, Sandomierz – wystawa malarstwa
- 1979	Muzeum im. Kazimierza Puławskiego, Warka – wystawa pejzażu
- 1980	Galeria w Orchard Lake, Detroit, USA – wystawa malarstwa
- 1981	Copernicus Kultura Center, Chicago, USA – wystawa grafiki i malarstwa
- 1985	Galeria przy Uniwersytecie, Xalapa, Meksyk – wystawa rysunku i grafiki
- 1988	Polski Tydzień w Niemczech, Lahr-Ettenheim i Spira – wystawa malarstwa
- 1995	Dom Sztuki, Stavanger, Norwegia – wystawa malarstwa
- 1998	Galerie Am Kloster, St. Blasien, Niemcy – wystawa malarstwa
- 2000	Galeria Test, Warszawa – wystawa malarstwa „Krajobrazy”
- 2001	Muzeum Poczty i Telekomunikacji, Wrocław – wystawa grafiki
- 2001	Muzeum im. Jacka Malczewskiego, Radom – wystawa malarstwa i grafiki
- 2003	Floryda, USA – wystawa malarstwa
- 2004	New Jersey, USA – wystawa malarstwa
- 2008	Galeria SD, Warszawa – wystawa malarstwa
- 2008	Galeria 022, Okręg Warszawski Związku Polskich Artystów Plastyków – wystawa malarstwa
- 2008	Galeria „Koszelówka” – wystawa malarstwa „Moje pejzaże Mazowsza dla Fryderyka Szopena”
- 2008	Galeria Państwowa, Kiszyniów, Mołdawia – wystawa malarstwa „Moje pejzaże Mazowsza”
- 2008	Galeria Państwowa (dawny pałac Potockich), Odessa – wystawa malarstwa „Moje pejzaże Mazowsza” z okazji 200. rocznicy urodzin Fr. Szopena, 2010
- 2015 Muzeum Mazowieckie, Płock – wystawa z okazji 85. urodzin artysty[4]

### Prace eksponowane w wybranych zbiorach
- Muzeum Zamkowe, Malbork
- Muzeum Mazowieckie, Płock
- Muzeum Warszawy
- Muzeum Poczty i Telekomunikacji, Wrocław
- Dyrekcja Generalna Poczty Polskiej, Warszawa
- Sale Sejmu i Senatu RP
- Kolekcje prywatne w kraju i za granicą – Australia, Dania, Francja, Meksyk, Niemcy, Norwegia, USA

### Znaczki pocztowe
- 100 lat polskiego znaczka pocztowego (seria), 1960
- Międzynarodowa Wystawa Filatelistyczna • Polska 60, 1960
- Dzień Znaczka, 1960
- Owady chronione (seria, nry kat. 1138–1141), 1961
- Rośliny chronione (seria), 1962
- Kwiaty ogrodowe (seria), 1964
- Dzień Znaczka 1965 (seria), 1965
- Pierwsze lądowanie na Księżycu, 1969
- Kwiaty drzew (seria), 1971
- Turystyka • Schroniska górskie (seria), 1972
- Kwiaty krzewów (seria), 1972
- Owoce leśne (seria) oraz koperty FDC, 1977
- Grzyby niejadalne pod ochroną (seria) oraz koperty FDC, 1980
- Dzień Znaczka 1980 • Postęp pocztowy (seria) oraz koperty FDC, 1980
- 100 rocznica urodzin gen. broni inż. Władysława Sikorskiego oraz koperta FDC, 1981
- Kwiaty sukulentów (seria) oraz koperty FDC, 1981
- Dzikie zwierzęta i rośliny • Gatunki zagrożone wyginięciem (seria) oraz koperty FDC, 1981
- Wojna Obronna 1939 (seria) oraz koperty FDC, 1987–1989 – wspólnie z Bohdanem Wróblewskim
- Rośliny ginące w Polsce (seria) oraz koperty FDC, 1990
- Owoce drzew iglastych (seria) oraz koperty FDC, 1991 i 1995
- Stanisław Noakowski (seria) oraz koperta FDC, 1996
- Egzotyczne ptaki hodowlane (seria) oraz koperty FDC, 2004
- Chronione i zagrożone gatunki flory polskiej (seria) oraz koperta FDC, 2006 – wspólnie z Radosławem Balcerzakiem

### Pocztówki i kartki pocztowe
- Grzyby jadalne (albumik z dziewięcioma pocztówkami), wyd. Biuro Wydawnicze „Ruch”, 1963
- Ptaki Azji (albumik z dziewięcioma pocztówkami), wyd. Biuro Wydawnicze „Ruch”, 1963
- Kolibry, wyd. Biuro Wydawnicze „Ruch”, 1965
- Koliber, wyd. Biuro Wydawnicze „Ruch”, 1966
- Ibis czerwony, wyd. Biuro Wydawnicze „Ruch”, 1966
- Ssaki Azji • Zebu, wyd. Biuro Wydawnicze „Ruch”, 1968
- Wilk, wyd. Biuro Wydawnicze „Ruch”, 1968

### Ilustracje i opracowania graficzne książek
- Wigilie wariata (okładka i karta tytułowa), aut. Ernest Bryll, wyd. Iskry, 1958
- Mała encyklopedia powszechna PWN wyd. PWN, 1959

## Odznaczenia i wyróżnienia
- II nagroda w konkursie na najlepszą grafikę za linoryt Wzgórze Tumskie, 1964
- III nagroda za logotyp dla Wydawnictw Komunikacji, 1964
- „Najładniejszy znaczek w 1969 roku” w plebiscycie pisma „Filatelista” – Pierwsze lądowanie na Księżycu (nr kat. 1783)[8]
- Krzyż Oficerski Orderu Odrodzenia Polski, 1998
- „Najładniejszy znaczek w 2001 roku” w plebiscycie pisma „Filatelista” – Dzikie zwierzęta i rośliny • Gatunki zagrożone wyginięciem (nr kat. 3752, blok 174)[9]
- Nagroda im. Adama Loreta, 2006
- Nagroda Marszałka Województwa Mazowieckiego, 2008[4]
- Nagrodą im. Władysława Hasiora przyznaną przez kapitułę Muzeum Mazowieckiego w Płocku, 2010[4]
- Srebrny Medal „Zasłużony Kulturze Gloria Artis”[10], 2012
- Medal Pamiątkowy „Pro Masovia” nadany przez Marszałka Województwa Mazowieckiego „za wybitne zasługi oraz całokształt działalności na rzecz województwa”, 2015[4]